# 西布兰奇 (艾奥瓦州)
西布兰奇（West Branch）是美国艾奥瓦州锡达县和约翰逊县的一座城市，面积5.1平方公里。根据美国2000年人口普查，共有2,188人，其中白人占96.71%。
西布兰奇是第31任美国总统赫伯特·胡佛的诞生地。